# 斯马格列耶夫卡农村居民点
斯马格列耶夫卡农村居民点（俄语：Смаглеевское сельское поселение）是俄罗斯联邦沃罗涅日州坎捷米罗夫卡区所属的一个农村居民点。其下辖有2个居民点，行政中心为斯马格列耶夫卡。据2016年统计，该农村居民点的人口为1376人。